# Béla Kovács (football)
Pour les articles homonymes, voir Béla Kovács.
Dans le nom hongrois Kovács Béla, le nom de famille précède le prénom, mais cet article utilise l’ordre habituel en français Béla Kovács, où le prénom précède le nom.
Béla Kovács est un footballeur international hongrois né le 30 mars 1977 à Budapest (Hongrie).